# ConceptDraw OFFICE
ConceptDraw OFFICE ist eine proprietäre Office-Softwaresuite mit Business-Produktivitätstools, die von Computer Systems Odessa für die Verwendung mit den Betriebssystemen Microsoft Windows und macOS entwickelt wurde.
ConceptDraw OFFICE besteht aus Tools für Mindmapping, Projektmanagement und Geschäftsdiagrammerstellung.
Die drei Komponenten nutzen die Cross-Format-Austauschtechnologie und ermöglichen den Benutzern einen visuellen Ansatz für das Informationsmanagement. Dabei kann derselbe Datensatz als Mindmap, Gantt-Diagramm oder grafisches Geschäftsdesign dargestellt werden.

## Komponenten
- ConceptDraw MINDMAP[4] –Tool für Mindmapping und Brainstorming. Entwickelt für Microsoft Windows und macOS.

- ConceptDraw PROJECT – Projektmanagement-Software. Entwickelt für Microsoft Windows und macOS.

- ConceptDraw DIAGRAM[5] (früher bekannt als ConceptDraw PRO) – Diagramm- und Vektorgrafik-Software. Entwickelt für Microsoft Windows und macOS.

- ConceptDraw Solutions – Eine Online-Sammlung von Add-ons, Beispielen und Vorlagen zur Lösung spezifischer professioneller Aufgaben in den Bereichen Bildung,[6]

Projektmanagement, Schreiben, Geschäftsprozessmodellierung, Softwareentwicklung, Engineering und viele andere. Die Suite verwendet einen eigenen Satz proprietärer Dateiformate.

## Versionen
| Version                | Inhalt                                                               | Veröffentlichungsdatum | Unterstützte Betriebssysteme                                                                                             | Support |
| ---------------------- | -------------------------------------------------------------------- | ---------------------- | --- | --- |
| ConceptDraw Office 1.x | ConceptDraw MINDMAP 6.x ConceptDraw PROJECT 5.x ConceptDraw PRO 8.x  | Juni 17, 2008          | | Seit 2010 nicht mehr unterstützt.                                                                           |
| ConceptDraw Office 2.x | ConceptDraw MINDMAP 7.x ConceptDraw PROJECT 6.x ConceptDraw PRO 9.x  | Dezember 14, 2010      | Microsoft Windows 7,8 (32-bit & 64 bit certified) Mac OS X 10.7,10.8,10.9                                                | Seit 2014 nicht mehr unterstützt.                                                                           |
| ConceptDraw Office 3.x | ConceptDraw MINDMAP 8.x ConceptDraw PROJECT 7.x ConceptDraw PRO 10.x | November 12, 2014      | Microsoft Windows 7/8.1/10 (32-bit & 64-bit certified) macOS 10.10 and 10.11                                             | Seit 2017 nicht mehr unterstützt. Ein Upgrade auf die aktuelle Version ist verfügbar.                       |
| ConceptDraw Office 4.x | ConceptDraw MINDMAP 9.x ConceptDraw PROJECT 8.x ConceptDraw PRO 11.x | Januar 17, 2017        | Microsoft Windows 7/8.1/10 (32-bit & 64-bit certified) macOS 10.12.0 through 10.12.5 only / 10.13.0 through 10.13.5 only | Seit 2018 nicht mehr unterstützt. Ein Upgrade auf die aktuelle Version ist verfügbar.                       |
| ConceptDraw Office 5   | ConceptDraw MINDMAP 10 ConceptDraw PROJECT 9 ConceptDraw DIAGRAM 12  | August 21, 2018        | Microsoft Windows 7/8.1/10 (64-bit certified) macOS 10.13 and 10.14                                                      | Seit 2019 nicht mehr unterstützt. Ein Upgrade auf die aktuelle Version ist verfügbar.                       |
| ConceptDraw Office 6   | ConceptDraw MINDMAP 11 ConceptDraw PROJECT 10 ConceptDraw DIAGRAM 13 | Oktober 8, 2019        | Microsoft Windows 7 SP1/8.1/10 (64-bit certified) macOS 10.13, 10.14 and 10.15                                           | Wird seit dem 7. Oktober 2020 nicht mehr unterstützt. Ein Upgrade auf die aktuelle Version ist verfügbar.   |
| ConceptDraw Office 7   | ConceptDraw MINDMAP 12 ConceptDraw PROJECT 11 ConceptDraw DIAGRAM 14 | Oktober 7, 2020        | Microsoft Windows 7 SP1/8.1/10 (64-bit certified) macOS 10.14 and 10.15                                                  | Wird seit dem 16. November 2020 nicht mehr unterstützt. Ein Upgrade auf die aktuelle Version ist verfügbar. |
| ConceptDraw Office 8   | ConceptDraw MINDMAP 13 ConceptDraw PROJECT 12 ConceptDraw DIAGRAM 15 | November 16, 2021      | Microsoft Windows 8.1, 10 (64-bit certified) macOS 10.15 (Catalina), 11 (Big Sur), and 12 (Monterey)                     | Wird seit dem 20. Oktober 2022 nicht mehr unterstützt. Ein Upgrade auf die aktuelle Version ist verfügbar.  |
| ConceptDraw Office 9   | ConceptDraw MINDMAP 14 ConceptDraw PROJECT 13 ConceptDraw DIAGRAM 16 | Oktober 20, 2022       | Microsoft Windows 8.1, 10 (64-bit certified) macOS 11 (Big Sur), 12 (Monterey), 13 (Ventura)                             | Wird seit dem 24. Oktober 2023 nicht mehr unterstützt. Ein Upgrade auf die aktuelle Version ist verfügbar.  |
| ConceptDraw Office 10  | ConceptDraw MINDMAP 15 ConceptDraw PROJECT 14 ConceptDraw DIAGRAM 17 | Oktober 24, 2023       | Microsoft Windows 8.1, 10 (64-bit certified) macOS 12 (Monterey), 13 (Ventura), 14 (Sonoma)                              | Wird seit dem 8. Oktober 2024 nicht mehr unterstützt. Ein Upgrade auf die aktuelle Version ist verfügbar.   |
| ConceptDraw Office 11  | ConceptDraw MINDMAP 16 ConceptDraw PROJECT 15 ConceptDraw DIAGRAM 18 | Oktober 8, 2024        | Microsoft Windows 10, 11 (64-bit certified) macOS 14 (Sonoma), 15 (Sequoia),                                             | Aktuelle Version.                                                                                           |